# Benjamin-Théophile Charon-Lémérillon
Benjamin Théophile Charon-Lémérillon, né le 18 avril 1807 à Paris et mort le 28 août 1873 à Bouzareah, est un peintre français.

## Biographie
Benjamin Théophile Charon est le fils de Louis François Charon (1783-1839), graveur, et de Marie Françoise Dubois.
Il accole à son patronyme le surnom que portait son grand-père paternel : l'émerillon.
Il entre à l'École des beaux-arts en 1824 et devient l'élève de Guillaume Guillon Lethière, il expose au Salon à partir de 1831 et reçoit une médaille de 3e classe en 1839.
En 1830, il concourt pour le prix de Rome avec Méléagre reprenant ses armes à la sollicitation de son épouse.
Il épouse en 1845 Henriette Thénard Dumousseau.
Il meurt en Algérie en 1873, à l'âge de 66 ans.